# Renee Duprel
Renee Duprel (Bellevue, Washington, 1965) va ser una ciclista nord-americana. Va en pista, on va guanya una medalla al Campionat del món de Velocitat.
Va mantenir una forta rivalitat amb la seva compatriota Connie Paraskevin-Young.

## Palmarès
- 1990
  -  Campiona dels Estats Units en Velocitat
- 1991
  -  Campiona dels Estats Units en Velocitat